# Norgesmesterskapet 2025
La Norgesmesterskapet 2025 è la 119ª edizione della Coppa nazionale di Norvegia, iniziata il 26 marzo 2025 e con termine previsto il 6 dicembre successivo.
La squadra campione in carica è il Fredrikstad, alla sua dodicesima coppa nazionale.

## Squadre partecipanti
Alla competizione prendono parte 128 squadre, 16 per ognuna delle prime due serie nazionali, 27 per la terza divisione, 45 per la quarta e 24 per la quinta.
| Eliteserien | 1. divisjon | 2. divisjon | 3. divisjon | 4. divisjon |
| --- | --- | --- | --- | --- |
| - Bodø/Glimt - Brann - Bryne - Fredrikstad - HamKam - Haugesund - KFUM Oslo - Kristiansund BK - Molde - Rosenborg - Sarpsborg 08 - Sandefjord - Strømsgodset - Tromsø - Vålerenga - Viking | - Aalesund - Åsane - Egersund - Hødd - Kongsvinger - Lillestrøm - Lyn - Mjøndalen - Moss - Odd - Ranheim - Raufoss - Skeid - Sogndal - Stabæk - Start | - Alta - Arendal - Asker - Brattvåg - Eidsvold Turn - Eik-Tønsberg - Flekkerøy - Follo - Grorud - Hønefoss - Jerv - Kjelsås - Levanger - Lysekloster - Notodden - Pors - Rana - Sandnes Ulf - Sandviken - Sotra - Stjørdals-Blink - Strindheim - Strømmen - Træff - Tromsdalen - Ullensaker/Kisa - Vard Haugesund | - Askøy - Åssiden - Bærum - Bjarg - Bjørkelangen - Brodd - Byåsen - Djerv 1919 - Elverum - Fana - Fjøra - Flint - Fløya - Fram Larvik - Frigg - Gamle Oslo - Gjøvik-Lyn - Gneist - Grei - Harstad - Junkeren - Kvik - Kvik Halden - Lillehammer - Lørenskog - Melhus - Nardo - Nordstrand - Oppsal - Ørn-Horten - Os - Ready - Skedsmo - Skjervøy - Skjetten - Sortland - Spjelkavik - Torvastad - Trygg/Lade - Ulfstind - Ullern - Våg - Vidar - Vindbjart - Volda | - Bjørnevatn - Brumunddal - Eiger - Elnesvågen - Hamna - Hana - Innstranda - Konnerud - Melbo - Mosjøen - NHHI - Nord - Ridabu - Råde - Rindal - Rollon - Sarpsborg - Sverresborg - Sprint-Jeløy - Teie - Union Carl Berner - Varegg - Varhaug - Verdal |

## Calendario
| Turno            | Date            | Numero di incontri | Squadre  |
| ---------------- | --------------- | ------------------ | -------- |
| Primo turno      | 13 aprile 2025  | 64                 | 128 → 64 |
| Secondo turno    | 24 aprile 2025  | 32                 | 64→ 32   |
| Terzo turno      | 7 maggio 2025   | 16                 | 32 → 16  |
| Ottavi di finale | 21 maggio 2025  | 8                  | 16 → 8   |
| Quarti di finale | 25 giugno 2025  | 4                  | 8 → 4    |
| Semifinali       | 9 luglio 2025   | 2                  | 4 → 2    |
| Finale           | 6 dicembre 2025 | 1                  | 2 → 1    |

## Incontri

### Primo turno
I sorteggi sono stati effettuati il 28 marzo 2025.
| Squadra 1         | Risultato       | Squadra 2       |
| ----------------- | --------------- | --------------- |
| 26 marzo 2025     |                 |                 |
| Innstranda        | 0 - 8           | Bodø/Glimt      |
| 11 aprile 2025    |                 |                 |
| Os                | 4 - 2           | Fana            |
| 12 aprile 2025    |                 |                 |
| Bjørnevatn        | 0 - 11          | Alta            |
| Nordstrand        | 3 - 3 (2-4 dtr) | Ullensaker/Kisa |
| Våg               | 2 - 4           | Start           |
| Gneist            | 0 - 2           | Lysekloster     |
| Askøy             | 1 - 5           | Åsane           |
| Djerv 1919        | 2 - 3 (dts)     | Sotra           |
| Torvastad         | 2 - 0           | Vard Haugesund  |
| Ørn-Horten        | 1 - 1 (4-3 dtr) | Arendal         |
| Oppsal            | 0 - 1           | Kjelsås         |
| Bærum             | 3 - 3 (3-5 dtr) | Grorud          |
| Vindbjart         | 0 - 3           | Jerv            |
| Åssiden           | 1 - 4 (dts)     | Mjøndalen       |
| Lillehammer       | 0 - 2           | HamKam          |
| Brumunddal        | 1 - 4           | Raufoss         |
| Elverum           | 2 - 0           | Gjøvik-Lyn      |
| Volda             | 1 - 2           | Sogndal         |
| Rollon            | 0 - 3           | Aalesund        |
| NHHI              | 1 - 3 (dts)     | Sandviken       |
| Frigg             | 1 - 3           | Lørenskog       |
| Sarpsborg         | 0 - 4           | Fredrikstad     |
| Junkeren          | 2 - 1           | Harstad         |
| Union Carl Berner | 0 - 3           | Skeid           |
| 13 aprile 2025    |                 |                 |
| Spjelkavik        | 0 - 2           | Træff           |
| Brattvåg          | 1 - 1 (3-5 dtr) | Hødd            |
| Flint             | 3 - 2           | Odd             |
| Bjørkelangen      | 1 - 6           | Strømmen        |
| Skjervøy          | 2 - 1           | Fløya           |
| Ulfstind          | 0 - 3           | Tromsdalen      |
| Melbo             | 0 - 1           | Sortland        |
| Hamna             | 0 - 10          | Tromsø          |
| Mosjøen           | 0 - 4           | Rana            |
| Rindal            | 1 - 11          | Rosenborg       |
| Sverresborg       | 2 - 4           | Ranheim         |
| Kvik              | 0 - 1           | Stjørdals-Blink |
| Verdal            | 0 - 8           | Levanger        |
| Trygg/Lade        | 0 - 1           | Strindheim      |
| Byåsen            | 3 - 5 (dts)     | Nardo           |
| Melhus            | 1 - 5           | Kristiansund BK |
| Elnesvågen        | 0 - 7           | Molde           |
| Fjøra             | 1 - 3           | Bjarg           |
| Varegg            | 0 - 6           | Brann           |
| Nord              | 0 - 11          | Haugesund       |
| Vidar             | 2 - 0           | Sandnes Ulf     |
| Eiger             | 1 - 7           | Egersund        |
| Hana              | 0 - 6           | Viking          |
| Varhaug           | 0 - 4           | Bryne           |
| Brodd             | 1 - 3           | Flekkerøy       |
| Notodden          | 0 - 3           | Stabæk          |
| Konnerud          | 0 - 5           | Strømsgodset    |
| Hønefoss          | 0 - 1           | Pors            |
| Teie              | 0 - 5           | Sandefjord      |
| Fram Larvik       | 4 - 1           | Eik-Tønsberg    |
| Ridabu            | 0 - 12          | Kongsvinger     |
| Skjetten          | 0 - 5           | Lillestrøm      |
| Grei              | 1 - 5           | KFUM Oslo       |
| Ullern            | 2 - 5           | Follo           |
| Ready             | 3 - 3 (4-3 dtr) | Asker           |
| Gamle Oslo        | 1 - 1 (3-1 dtr) | Vålerenga       |
| Råde              | 1 - 2           | Lyn             |
| Sprint-Jeløy      | 0 - 4           | Sarpsborg 08    |
| Kvik Halden       | 1 - 3           | Moss            |
| Skedsmo           | 0 - 5           | Eidsvold Turn   |

### Secondo turno
Il sorteggio è avvenuto il 14 aprile 2025.
| Squadra 1       | Risultato         | Squadra 2       |
| --------------- | ----------------- | --------------- |
| 23 aprile 2025  |                   |                 |
| Skjervøy        | 0 - 1             | Tromsø          |
| 24 aprile 2025  |                   |                 |
| Levanger        | 1 - 2             | Rana            |
| Grorud          | 3 - 1             | Hødd            |
| Junkeren        | 1 - 5             | Bodø/Glimt      |
| Alta            | 3 - 0             | Skeid           |
| Sortland        | 0 - 5             | Tromsdalen      |
| Nardo           | 1 - 4             | Kristiansund BK |
| Strindheim      | 0 - 3             | Rosenborg       |
| Stjørdals-Blink | 1 - 2             | Ranheim         |
| Træff           | 1 - 1 (11-12 dtr) | Molde           |
| Os              | 5 - 4 (dts)       | Lysekloster     |
| Sandviken       | 0 - 4             | Sogndal         |
| Bjarg           | 0 - 2             | Brann           |
| Sotra           | 0 - 2             | Åsane           |
| Torvastad       | 1 - 2             | Bryne           |
| Vidar           | 1 - 2             | Haugesund       |
| Flekkerøy       | 0 - 3             | Viking          |
| Jerv            | 0 - 1             | Egersund        |
| Pors            | 3 - 2 (dts)       | Start           |
| Fram Larvik     | 0 - 4             | Stabæk          |
| Flint           | 0 - 5             | Fredrikstad     |
| Ørn-Horten      | 0 - 2             | Sandefjord      |
| Elverum         | 2 - 7             | Kongsvinger     |
| Ullensaker/Kisa | 2 - 3             | Aalesund        |
| Lørenskog       | 0 - 1             | HamKam          |
| Strømmen        | 2 - 1             | Raufoss         |
| Follo           | 2 - 3             | Moss            |
| Gamle Oslo      | 1 - 6             | Sarpsborg 08    |
| Ready           | 0 - 3             | KFUM Oslo       |
| Kjelsås         | 0 - 3             | Lyn             |
| Eidsvold Turn   | 0 - 2             | Lillestrøm      |
| Mjøndalen       | 1 - 1 (4-3 dtr)   | Strømsgodset    |

### Terzo turno
Il sorteggio è avvenuto il 24 aprile 2025.
| Squadra 1      | Risultato       | Squadra 2       |
| -------------- | --------------- | --------------- |
| 7 maggio 2025  |                 |                 |
| Grorud         | 2 - 3 (dts)     | Lillestrøm      |
| Os             | 1 - 4           | Åsane           |
| Sogndal        | 3 - 3 (3-4 dtr) | Kongsvinger     |
| Strømmen       | 1 - 3           | Mjøndalen       |
| Bryne          | 2 - 1 (dts)     | Brann           |
| Alta           | 0 - 4           | Kristiansund BK |
| Sarpsborg 08   | 3 - 1           | Sandefjord      |
| Ranheim        | 2 - 2 (0-3 dtr) | Egersund        |
| Rana           | 0 - 4           | Molde           |
| Tromsdalen     | 0 - 5           | Rosenborg       |
| Stabæk         | 2 - 1           | Haugesund       |
| Pors           | 1 - 3           | Fredrikstad     |
| Lyn            | 0 - 2           | HamKam          |
| Moss           | 0 - 1           | Viking          |
| 8 maggio 2025  |                 |                 |
| Tromsø         | 0 - 1           | KFUM Oslo       |
| 12 maggio 2025 |                 |                 |
| Aalesund       | 1 - 0           | Bodø/Glimt      |

### Quarto turno
Il sorteggio è avvenuto il 7 maggio 2025.
| Squadra 1      | Risultato       | Squadra 2       |
| -------------- | --------------- | --------------- |
| 20 maggio 2025 |                 |                 |
| Stabæk         | 4 - 3           | Mjøndalen       |
| Egersund       | 1 - 3           | Sarpsborg 08    |
| Bryne          | 0 - 2           | KFUM Oslo       |
| Åsane          | 0 - 7           | Viking          |
| Aalesund       | 2 - 2 (6-5 dtr) | HamKam          |
| Kongsvinger    | 2 - 3 (dts)     | Rosenborg       |
| 21 maggio 2025 |                 |                 |
| Molde          | 3 - 4 (dts)     | Kristiansund BK |
| Lillestrøm     | 1 - 1 (3-1 dtr) | Fredrikstad     |

### Quarti di finale
Il sorteggio è avvenuto il 22 maggio 2025.
| Squadra 1      | Risultato       | Squadra 2       |
| -------------- | --------------- | --------------- |
| 25 giugno 2025 |                 |                 |
| Stabæk         | 2 - 2 (1-4 dtr) | Kristiansund BK |
| Rosenborg      | 2 - 2 (2-4 dtr) | Sarpsborg 08    |
| Lillestrøm     | 2 - 0           | KFUM Oslo       |
| Aalesund       | 0 - 1           | Viking          |

### Semifinali
Il sorteggio è avvenuto il 22 maggio 2025.
| Squadra 1     | Risultato | Squadra 2       |
| ------------- | --------- | --------------- |
| 9 luglio 2025 |           |                 |
| Sarpsborg 08  | 1 - 0     | Viking          |
| Lillestrøm    | 2 - 0     | Kristiansund BK |

### Finale
| Oslo 6 dicembre 2025 | Lillestrøm | – | Sarpsborg 08 | Ullevaal Stadion |